# 愛沙尼亞語維基百科
愛沙尼亞語維基百科為維基百科協作計劃之愛沙尼亞語版本，由非營利組織──維基媒體基金會維持負責。目前為各語言維基百科計劃中規模排名第31（依條目量計算）的維基百科。計劃開始於2001年，至2006年5月已有超過17,000個條目。

## 外部連結
- 愛沙尼亞語維基百科 （页面存档备份，存于）